# Siw Burman
Siw Maine Louise Burman, född 9 december 1956 i Burträsks församling, Västerbottens län, är en svensk musikpedagog och riksspelman. 

## Biografi
Burman, som dotter till hemmansägare Mauritz Burman och Ebba Holm, studerade vid musikgymnasiet i Härnösand 1972–1974, på musiklinjen vid Framnäs folkhögskola 1974–1976, avlade folkmusikpedagogexamen vid Kungliga Musikhögskolan 1979 och violinpedagogexamen vid Stockholms Musikpedagogiska Institut 1982. Hon genomförde projekt inom Rikskonserter och länsbildningsförbundet i Västerbotten 1977–1978, inventering och dokumentation av folklig musik. Hon var under ett tiotal år musiklärare vid kommunala musikskolan i Stockholm och bosatte sig därefter i Lycksele. Hon blev medlem i Burträsks spelmanslag 1969 och har även varit medlem i folkmusikgrupperna Burträskar'a och Skvattram. Hon  har utgivit notsamlingen Slatta fra Wästerbottn (tillsammans med Gunnar Karlsson, 1987). Hon tilldelades Zornmärket i silver 2011 och blev därigenom riksspelman.

## Diskografi
- Äldre danslåtar från Västerbotten (1977, Kung Karls Spira KKS 001),[3]
- Stödestämman 1978 (samlingsalbum, 1979, GSM LP 79/04)[4]
- Ungdom som håller sig roliga (Burträskar'a, 1978, Oktoberförlaget OSLP 525),[5]
- Claras Café (Skvattram, 1982, Kung Karls Spira KKS 821)[6]
- Slatta fra Wästerbottn (Skvattram, 1986, Kung Karls Spira KKS 861)[7]
- Siw Burman, Ole Hjorth och Olle Berggren tolkar Södra Lapplands spelmän (med Ole Hjorth och Olle Berggren, 2010)
- Återbruk (Burman/Berggren, Olof Berggren Musik 2015)